# Ким Джониль (спортсмен)
Ким Джониль (Ким Чонъи́ль; кор. 김정일?, 金正日?) — южнокорейский прыгун в длину, завоевавший две золотые медали на Азиатских играх. Он также дважды участвовал в Олимпийских играх и стал первым корейским спортсменом, вышедшим в их финал. Его личный рекорд по прыжкам, достигнутый в августе 1988 года в Сеуле, составил 8,00 метров. После завершения спортивной карьеры он занялся тренерской и академической деятельностью.

## Спортивная карьера
Ким Джониль родился 11 сентября 1962 года в Чинчхоне. В 1979 году он стал членом национальной сборной по лёгкой атлетике и впервые проявил себя на международном уровне, завоевав золотую медаль в прыжках в длину на Азиатских играх 1982 года в Нью-Дели. Его прыжок на 7,94 метра стал вторым лучшим результатом Азиатских игр всех времён. Занявший второе место Лю Юйхуан прыгнул на 7,89 метра, а занявший третье место Дзюнъити Усуи — на 7,87 метра.
Два года спустя Ким Джониль принял участие в Олимпийских играх в Лос-Анджелесе. Выступая в квалификационном раунде соревнований по прыжкам в длину, где для выхода в финал необходимо было стать одним из 12 лучших или показать результат не менее 7,90 метра, Ким Джониль начал свои соревнования с фола. Его второй прыжок составил 7,67 метра при встречном ветре 2,5 м/с, чего оказалось недостаточно для продвижения вперёд. Однако, совершив последний квалификационный прыжок на 7,87 метра, он занял девятое место в общем зачёте и попал в финал вместе с Дзюнъити Усуи (8,02 м) и Лю Юйхуаном (7,83 м). В финальном раунде Ким Джониль открыл соревнования прыжками на 7,76 и 7,81 метра. Последний прыжок позволил ему занять восьмое место и получить ещё три прыжка после первых трёх. Тем не менее он стал первым корейским легкоатлетом, вышедшим в финал Олимпиады.
В январе 1985 года через 4 дня после прыжка на 7,84 метра на соревнованиях в Осаке Ким Джониль принял участие в первых Всемирных играх в закрытых помещениях в Париже, где занял одиннадцатое место с результатом 7,31 метра. В 1986 году Ким попытался защитить свою золотую медаль на Азиатских играх 1986 года, которые на этот раз проходили в Сеуле, на его родине. Ким снова прыгнул на 7,94 метра, чего оказалось достаточно, чтобы завоевать золотую медаль, опередив Дзюнъити Усуи на два сантиметра и Чэнь Цзунжуна на четырнадцать. Ким также выступал в составе южнокорейской команды в эстафете 4 х 100 метров и завоевал бронзовую медаль. С 1986 по 1987 год он жил в Соединённых Штатах, где тренировался с командой Houston Cougars при Хьюстонском университете.
В августе 1988 года Ким Джониль добился своего лучшего результата в жизни, прыгнув на 8,00 метров на предолимпийских соревнованиях в Сеуле. В следующем месяце в том же городе прошли Олимпийские игры. Ким Джониль снова принял участие в соревнованиях по прыжкам в длину. Сумев прыгнуть на 7,36, 7,68 и 7,70 метра, он оказался на 16-м месте в общем зачёте и не смог выйти в финал. Последним претендентом на выход в финал стал результат 7,77 метра; единственным азиатским спортсменом, вышедшим в финал, стал китаец Пан Янь. Среди тех, кто не смог выйти в финал, были Чэнь Цзунжун, Дзюнъити Усуи (с тремя фолами), а также два канадца, которым предстояло стать олимпийскими чемпионами 1996 года в эстафете: Бруни Сурин и Гленрой Гилберт.
Впоследствии Ким Джониль участвовал в чемпионате мира в помещении 1989 года, но не добился успеха. Его последним крупным международным соревнованием стали Азиатские игры 1990 года в Пекине, где он занял четвёртое место в прыжках в длину.